# Placówka Straży Celnej „Dołhopole”

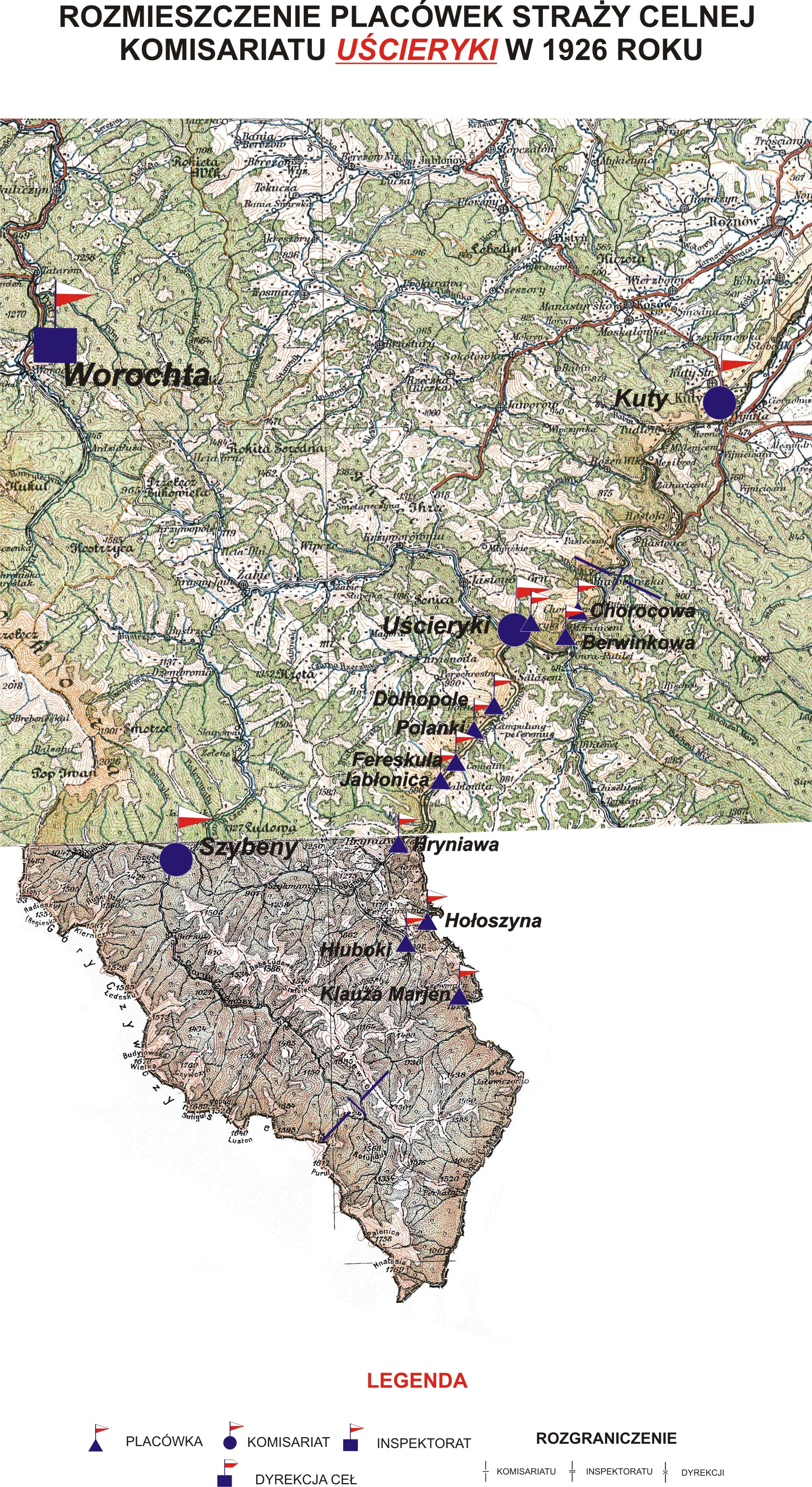
Rozmieszczenie placówek SC komisariatu Uścieryki w 1926

Placówka Straży Celnej „Dołhopole” – jednostka organizacyjna Straży Celnej pełniąca w okresie międzywojennym służbę ochronną na granicy polsko-rumuńskiej.

## Formowanie i zmiany organizacyjne
Na wniosek Ministerstwa Skarbu, uchwałą z 10 marca 1920 roku, powołano do życia Straż Celną. Jednostki Straży Celnej rozpoczęły przejmowanie odcinków granicy od pododdziałów Batalionów Celnych. W 1921 roku w Uścierykach stacjonował sztab 1 kompanii 11 batalionu celnego. Kompania wystawiała również placówkę w Dołhopolu. Proces tworzenia Straży Celnej trwał do końca 1922 roku. Placówka Straży Celnej „Dołhopole” weszła w podporządkowanie komisariatu Straży Celnej „Uścieryki” z Inspektoratu SC „Śniatyn”.
W drugiej połowie 1927 roku przystąpiono do gruntownej reorganizacji Straży Celnej. W praktyce skutkowało to rozwiązaniem tej formacji granicznej. Ochronę północnej, zachodniej i południowej granicy państwa przejęła powołana z dniem 2 kwietnia 1928 roku Straż Graniczna.

## Funkcjonariusze placówki
Kierownicy placówki
| stopień    | imię i nazwisko, numer | okres pełnienia służby | kolejne stanowisko |
| ---------- | ---------------------- | ---------------------- | ------------------ |
| przodownik | Józef Gomółka (2152)   | był w 1926             |                    |

Obsada personalna placówki w 1926:
- przodownik Józef Gomółka (2152)
- strażnik Franciszek Muszakiewicz (1927)
- strażnik Marian Flunt (2169)
- strażnik Tomasz Pieczyński (564)